# 彭阳古城
彭阳古城，位于中国甘肃省镇原县，为一个省级文物保护单位，类型为古遗址。
彭阳古城的历史年代为汉至宋。